# Peter Ascherl
Peter Ascherl (né le 7 juin 1953 à Toronto, dans la province de l'Ontario au Canada et mort le 5 juin 2022) est un joueur de hockey sur glace canado-allemand.

## Carrière
Peter Ascherl commence sa carrière au Canada avec les Hornets de Cambridge en OHA Senior A Hockey League. Grâce à des origines allemandes, l'entraîneur du Mannheimer ERC Heinz Weisenbach le fait venir dans le championnat allemand en lui faisant obtenir la nationalité allemande. En trois saisons, il joue 124 matchs et marque 125 points, dont 68 buts. En 1980, il devient champion d'Allemagne.
Après la saison 1981-1982, il rejoint le Kölner EC où il marque vingt points dans la saison régulière. Après un passage au Eintracht Francfort en 2. Bundesliga, il revient en élite chez les DEG Metro Stars où il joue 24 matchs et marque neuf points lors de la saison régulière et met fin à sa carrière à la fin de la saison 1983-1984.
Peter Ascherl est le premier joueur de hockey sur glace allemand à la peau noire.
Durant sa carrière, il étudie le droit à l'université de Heidelberg. Aujourd'hui, il est retourné à Toronto où il est devenu juriste spécialisé dans le droit allemand.
Il meurt le 5 juin 2022 dans sa demeure située à The Annex, un quartier de Toronto.